# Platinum (Alaska)
Platinum ist ein Ort mit dem Status einer City in der Bethel Census Area in Alaska. Das U.S. Census Bureau hatte bei der Volkszählung 2020 eine Einwohnerzahl von 55 ermittelt. Das Eskimo-Dorf liegt im Yupik-Sprachenraum.

## Geographie
Platinum befindet sich im Südwesten von Alaska an der Basis der südlichen Landzunge der Goodnews Bay. Der knapp über dem Meeresspiegel gelegene Ort befindet sich etwa 195 km südlich vom Verwaltungszentrum Bethel. Der nächstgelegene Ort ist Goodnews Bay, knapp 18 km nordöstlich, auf der anderen Seite der Bucht gelegen. Südlich von Platinum erhebt sich eine etwa 600 m hohe namenlose Gebirgsgruppe, in der sich eine Lagerstätte verschiedener Mineralien befindet. Das Gemeindegebiet von Platinum ist vom Schutzgebiet Togiak National Wildlife Refuge umgeben. Platinum verfügt über einen Flugplatz.

## Geschichte
Der Standort von Platinum befindet sich nahe der Stelle eines Yupik-Eskimodorfes namens „Arviq“ mit der Namensbedeutung „Grönlandwal“. Kurz nachdem im Flusstal des Salmon River 12 km weiter südlich im Jahr 1926 Weißgold-Platin gefunden wurde, wurde die moderne Gemeinde Platinum gegründet. Der Ort wuchs in den Folgejahren infolge der größer werdenden Bergbauaktivitäten. 1935 wurde ein Postamt eröffnet. Platinum entwickelte sich zu einer Stadt der Goodnews Mining Bay Company, deren Mine einen Laden, Wasser und Elektrizität bereitstellte. Am 13. Februar 1975 erhielt der Ort den Status einer „City“. Die Mine wurde später an Hanson Properties verkauft. Der Betrieb der Mine wurde 1990 eingestellt.
Aufgrund der Entstehungsgeschichte des Dorfes ist Platinum keine traditionelle Eskimo-Gemeinde. Die erste Sprache, die die Bevölkerung lernt, ist im Gegensatz zu anderen indigenen Gemeinden Englisch. Subsistenzwirtschaft bildet einen wichtigen Wirtschaftsfaktor in Platinum. Der Verkauf und die Einfuhr von Alkohol sind in Platinum verboten.

## Demografie
Zum Zeitpunkt der Volkszählung im Jahre 2020 (U.S. Census 2020) hatte Platinum 55 Einwohner auf einer Landfläche von 122,41 km². Von den Einwohnern war einer weiß sowie 47 amerikanisch-indianischer Abstammung.
Beim Zensus im Jahr 2000 wurden 41 Einwohner gezählt, 2010 waren es 61.